# Quercus acutissima
Espèce
Classification phylogénétique
Quercus acutissima, le Chêne du Japon, est une espèce de plantes à fleurs de la famille des Fagaceae. C'est un chêne originaire de l'Asie de l'Est (Chine, Corée et Japon). On le trouve aussi maintenant en Amérique du Nord. IL est assez proche du chêne chevelu (Quercus cerris). Ils font partie de la section Cerris de la classification des Chênes caractérisée par la présence de bourgeons entourés de poils souples, de lobes de feuilles terminés par des poils et de glands qui arrivent à maturité en 18 mois.

## Description

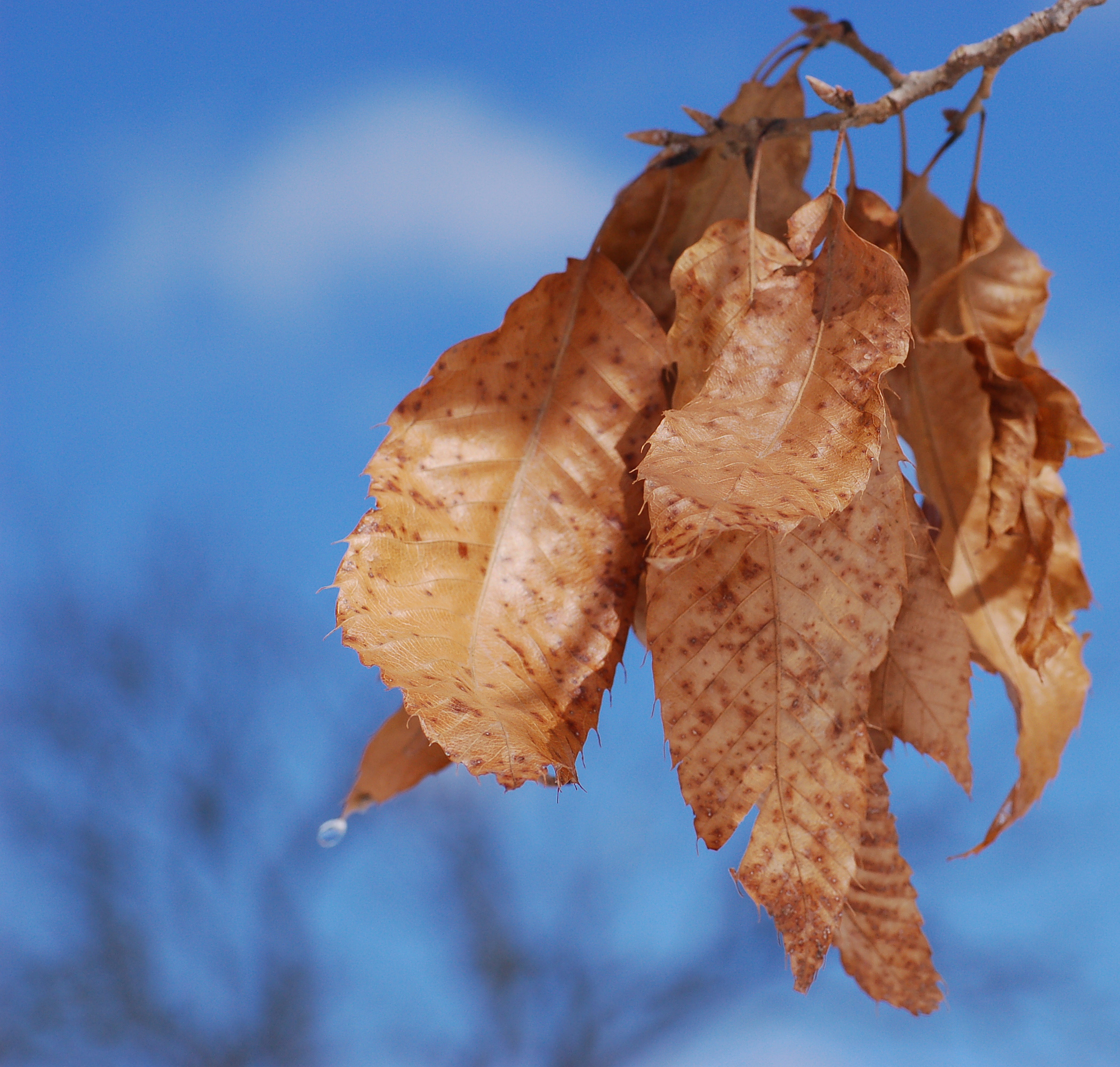
Feuilles sèches.

Le Chêne du Japon est une espèce d'arbre à feuilles caduques de taille moyenne (25 à 30 m de haut) avec un tronc pouvant atteindre 1,5 mètre de diamètre. L'écorce est d'un gris foncé, profondément entaillée.
Les feuilles mesurent 8 à 20 cm de long et 3 à 6 cm de large, avec 14 à 20 petites dentures triangulaires bien régulières de chaque côté.
Les fleurs sont des chatons pollinisés par le vent.
Le fruit est un gland qui arrive à maturité 18 mois après la pollinisation. Il mesure 2 à 3 cm de long sur 2 cm de large. Les glands sont bicolores. La cupule a une profondeur de 1,5 à 2 cm de profondeur recouverte de très nombreux poils souples de 4 à 8 mm de long. Les fruits sont très amers mais sont cependant consommés par les geais et les pigeons. les écureuils ne les consomment généralement que lorsqu'ils sont affamés.
En 2020, l'espèce est considérée par l’Union internationale pour la conservation de la nature comme étant en voie d'extinction.